# Leopold Kramer (Schauspieler)

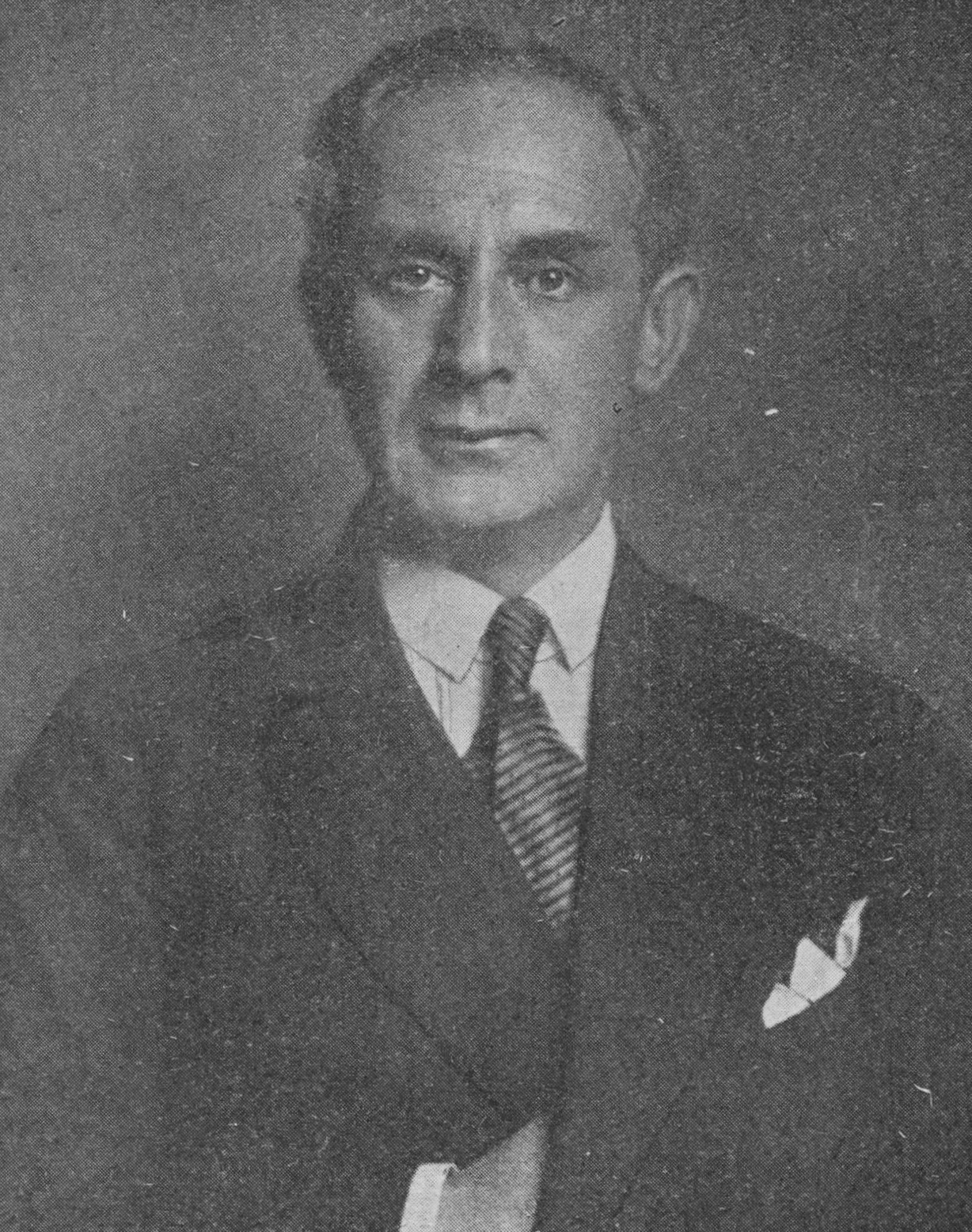
Leopold Kramer, um 1923

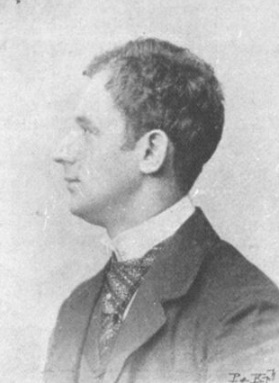
Leopold Kramer

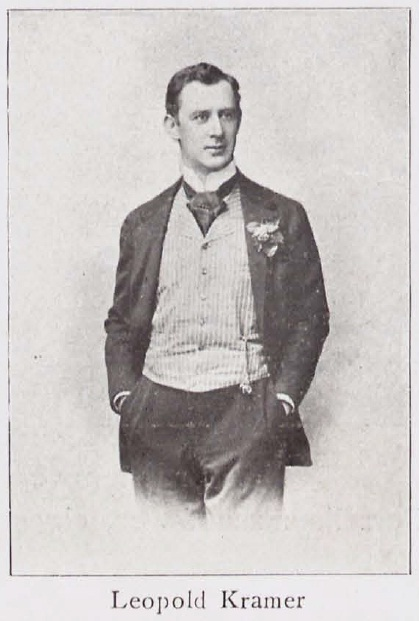
Leopold Kramer. Foto von 1900.

Leopold Kramer (* 29. September 1869 in Prag; † 29. Oktober 1942 in Wien) war ein österreichischer Schauspieler jüdischer Herkunft. 

## Leben und Wirken
Der Kaufmannssohn war dem Wunsch des Vaters gefolgt und hatte sich in Hamburg einer kaufmännischen Ausbildung unterzogen. Schließlich ließ er sich von Ferdinand Kracher künstlerisch fortbilden und gab am 9. Januar 1894 seinen Einstand am Rudolfsheimer Theater in seiner Wahlheimat Wien. Noch im selben Jahr trat Kramer sein erstes Festengagement am Königlich Städtischen Theater im mährischen Olmütz an.
Nach einer Zwischenstation im deutschen Halle (1896/96) kehrte Kramer im Frühjahr 1897 an Wiens Bühnenwelt zurück. Zu seinen frühen Erfolgen zählten der Pfarrer von Kirchfeld im gleichnamigen Stück von Ludwig Anzengruber und der Boris Mensky in Hans Huckebein. Besonders wirkungsvolle Auftritte bescheinigte ihm die Kritik in modernen Stücken. Sein frühes Fach war das der Bonvivants und jugendlichen Charaktere in Konversationsstücken.
Kramer blieb bis zum Ausbruch des Ersten Weltkriegs dem Deutschen Volkstheater seiner Wahlheimat Wien verbunden, dort wirkte er zuletzt auch als Oberregisseur. In späteren Jahren (das erste Jahrzehnt nach Ende des Kriegs) leitete er das Deutsche Landestheater (auch Funktion eines Oberregisseurs) in Prag, ehe er sich 1927 in Berlin einfand, um einem Engagement als Schauspieler an der Tribüne nachzukommen.
Bereits während des Ersten Weltkriegs stand er erstmals vor der Kamera und erhielt während seines Berlin-Aufenthaltes 1927/28 auch mehrfach kleine Filmrollen angeboten. Kramer spielte zumeist Honoratioren und Adelige aller Arten: einen Professor in Ehre Deine Mutter, einen Baron in Ungarische Rhapsodie und einen Bankier in dem Melodram Was kostet Liebe?, eine seltene Hauptrolle in Kramers filmischem Wirken. Auch in den ersten Tonfilmjahren sah man Kramer auf der Leinwand, ehe er sich im Alter von 65 Jahren vom Film zurückzog.
1937 erhielt der betagte Künstler wieder eine Bühnendirektion angeboten; diesmal von den Vereinigten Deutschen Theatern im tschechischen Brünn, wo er auch die Oberspielleitung übernahm. Nach dem „Anschluss“ Österreichs im März 1938 durch das nationalsozialistische Deutschland wurde Kramer gezwungen, seine künstlerische Tätigkeit zu beenden.
Leopold Kramer galt auch als Förderer zahlreicher Wiener Schauspielgrößen, darunter die Brüder Paul und Attila Hörbiger sowie die Ehefrau des Letztgenannten, Paula Wessely. Er war seit 1900 mit der Kollegin Pepi Kramer-Glöckner verheiratet.

## Filmografie
- 1917: Az utolsó hajnal
- 1918: Das Haus ohne Lachen
- 1919: Das Auge des Buddha
- 1919: Alte Zeit – neue Zeit
- 1926: Modche a Rézi
- 1927: Die geheime Macht
- 1927: Ehre Deine Mutter
- 1928: Frauenarzt Dr. Schäfer
- 1928: Die Frau auf der Folter
- 1928: Ungarische Rhapsodie
- 1929: Was kostet Liebe?
- 1930: Geld auf der Straße
- 1932: Der Hexer
- 1932: Ekstase
- 1933: Zwei gute Kameraden
- 1933: Rakoczy-Marsch
- 1934: Bretter, die die Welt bedeuten